# A Gusztáv epizódjainak listája
Ezen az oldalon az Gusztáv című magyar  rajzfilmsorozat epizódjainak listája szerepel.

## Első évad (1964-65)
| # | Cím                      | Rendező           | Író | Operatőr | Játékidő | Első sugárzás        |
| --- | ------------------------ | ----------------- | --- | -------- | -------- | -------------------- |
| 1 | Gusztáv, az állatbarát   | Nepp József       |     |          |          | 1966. április 3.     |
| Gusztáv egyetlen hű társa a kutyája. |                          |                   |     |          |          |                      |
| 2 | Gusztáv, jó éjszakát     | Macskássy Gyula   |     |          |          | 1966. május 1.       |
| Gusztávot csak a munkahelyén éri utol az álom. |                          |                   |     |          |          |                      |
| 3 | Gusztáv soron kívül      | Nepp József       |     |          |          | 1966. május 8.       |
| Gusztávnak sehogy nem sikerül elkerülnie a sorban állással járó fáradalmakat.                                                                        |                          |                   |     |          |          |                      |
| 4 | Gusztáv késik            | Temesi Miklós     |     |          |          | 1966. május 15.      |
| Gusztáv áldozatul esik felesége képzelgéseinek. |                          |                   |     |          |          |                      |
| 5 | Gusztáv ágyban marad     | Dargay Attila     |     |          |          | 1966. május 22.      |
| Gusztáv lustasága súlyos következményekkel jár. |                          |                   |     |          |          |                      |
| 6 | Gusztáv, a szalmaözvegy  | Jankovics Marcell |     |          |          | 1966. május 29.      |
| Gusztáv félre akar lépni, de kudarcot vall. |                          |                   |     |          |          |                      |
| 7 | Gusztáv, az életmentő    | Macskássy Gyula   |     |          |          | 1966. június 19.     |
| Gusztáv együttérzőn tüsténkedik egy fuldokló mellett, mégsem menti meg.                                                                              |                          |                   |     |          |          |                      |
| 8 | Gusztáv + 1 fő           | Szabó Sipos Tamás |     |          |          | 1966. július 3.      |
| Gusztáv képzeletben keményen megleckézteti szemtelenkedő útitársát.                                                                                  |                          |                   |     |          |          |                      |
| 9 | Gusztáv, a jó szomszéd   | Jankovics Marcell |     |          |          | 1966. június 26.     |
| Gusztáv mindent megtesz, hogy megtorolja a vélt sérelmeket.                                                                                          |                          |                   |     |          |          |                      |
| 10 | Gusztáv, a széplelkű     | Dargay Attila     |     |          |          | 1966. április 24.    |
| Gusztáv a virágja védelmében senkit sem kímél. |                          |                   |     |          |          |                      |
| 11 | Gusztáv udvarias         | Temesi Miklós     |     |          |          | 1966. június 12.     |
| Gusztáv udvarias, de veszélyes helyzetben elveszti a fejét.                                                                                          |                          |                   |     |          |          |                      |
| 12 | Gusztáv és a köztulajdon | Dargay Attila     |     |          |          | 1966. július 24.     |
| Gusztáv a rossz álom hatására megváltozik. |                          |                   |     |          |          |                      |
| 13 | Gusztáv drága            | Nepp József       |     |          |          | 1966. szeptember 11. |
| Gusztáv álmában saját hibáitól szenved. |                          |                   |     |          |          |                      |
| 14 | Gusztáv válik            | Temesi Miklós     |     |          |          | 1966. július 10.     |
| Gusztáv és felesége azért nem tud elválni, mert mindketten ragaszkodnak gyermekükhöz. Megvárják a következő gyermekáldást, de akkor ikrek születnek. |                          |                   |     |          |          |                      |
| 15 | Gusztáv egeret fog       | Nepp József       |     |          |          | 1966. július 17.     |
| Gusztáv hajtóvadászatot indít a nyugalmát megzavaró kisegér ellen, ám látva annak hősies ellenállását, legjobb barátjává fogadja az egércsaládot.    |                          |                   |     |          |          |                      |
| 16 | Gusztáv, a pacifista     | Nepp József       |     |          |          | 1966. április 10.    |
| Gusztáv egy tévéjáték hatására elhatározza, hogy minden erőszakot megakadályoz, de pórul jár.                                                        |                          |                   |     |          |          |                      |
| 17 | Gusztáv henceg           | Temesi Miklós     |     |          |          | 1966. július 31.     |
| Gusztáv örökösen henceg horgásztudományával, bizonyítani azonban nem tud.                                                                            |                          |                   |     |          |          |                      |
| 18 | Gusztáv sakkozik         | Macskássy Gyula   |     |          |          | 1966. augusztus 7.   |
| Gusztáv egyedül sakkozik, és összeütközésbe kerül két énje, a tépelődő és a fölényes.                                                                |                          |                   |     |          |          |                      |
| 19 | Gusztáv és a tanácsadók  | Dargay Attila     |     |          |          | 1966. szeptember 25. |
| Gusztávot annyira kimerítik a kontár autójavítók, hogy mérgében az igazi szakembereket elkergeti.                                                    |                          |                   |     |          |          |                      |
| 20 | Gusztáv és a pénztárca   | Remenyik Lajos    |     |          |          | 1966. október 2.     |
| Gusztáv megtanulja, hogy a kapzsiság nevetséges és elvetendő emberi tulajdonság.                                                                     |                          |                   |     |          |          |                      |
| 21 | Gusztáv, a társaslény    | Jankovics Marcell |     |          |          | 1966. október 16.    |
| Gusztávból minden közösségi érzés hiányzik, de ha bajba kerül, rögtön szüksége van az emberekre.                                                     |                          |                   |     |          |          |                      |
| 22 | Gusztáv lefogy           | Jankovics Marcell |     |          |          | 1966. április 17.    |
| Gusztávnak nehezen megy a fogyókúrázás, amikor végre mégis lefogy, azt reméli, hogy sikere lesz a nőknél, de hiába.                                  |                          |                   |     |          |          |                      |
| 23 | Gusztáv tyúkja           | Dargay Attila     |     |          |          | 1966. október 9.     |
| Gusztáv segítőtársa és barátja a tojásból kikelt és hatalmasra megnőtt csirke lesz.                                                                  |                          |                   |     |          |          |                      |
| 24 | Gusztáv a törvény ellen  | Temesi Miklós     |     |          |          | 1968. július 21.     |
| Gusztáv összeütközésbe kerül a rendőrséggel. Bosszúból pártfogásba vesz egy szökött fegyencet, de az nem hálálja meg a jótettet.                     |                          |                   |     |          |          |                      |

## Második évad (1966)
| 25 | Gusztáv fellázad              | Macskássy Gyula   | 1966. augusztus 14. |
| Gusztáv fellázad az otthoni robotolás miatt, de kiderül, hogy más nő mellett is hasonló a helyzet.                                                                 |                               |                   |                     |
| 26 | Gusztáv és a gyűrű            | Nepp József       | 1966. augusztus 21. |
| Gusztáv talált gyűrűvel ajándékozza meg szerelmét, de a hölgy faképnél hagyja, amikor kiderül, hogy a gyűrű hamis.                                                 |                               |                   |                     |
| 27 | Gusztáv nem vesz autót        | Dargay Attila     | 1966. augusztus 28. |
| Gusztáv okulva a sok karambolból, autó helyett lovat vesz magának, de amikor lova felfigyel egy jóképű kancára, csak egy házassági értesítést talál lova helyett.  |                               |                   |                     |
| 28 | Gusztáv a sötétben            | Nepp József       | 1966. szeptember 4. |
| Gusztáv kineveti a középkori ember babonás félelmét, de egy váratlan áramszünettől kétségbeesik.                                                                   |                               |                   |                     |
| 29 | Gusztáv, az igazi férfi       | Nepp József       | 1966. október 23.   |
| Gusztáv udvarolni próbál a csinos fogorvosnőnek, de az határozottan visszautasítja a tolakodást.                                                                   |                               |                   |                     |
| 30 | Doktor Gusztáv                | Nepp József       | 1966. október 30.   |
| Gusztáv a köhögéstől nem tud elaludni. Minthogy az orvosoknak nem hisz, saját maga által összeállított gyógyszerkúrát tart, mire valóban megbetegszik.             |                               |                   |                     |
| 31 | Gusztáv és a főnök            | Temesi Miklós     | 1966. november 6.   |
| Gusztáv talpnyaló, mindent kitalál, hogy főnöke kedvébe járjon, ahelyett, hogy dolgozna.                                                                           |                               |                   |                     |
| 32 | Gusztáv résen                 | Jankovics Marcell | 1966. november 13.  |
| Gusztáv felesége túljár féltékeny férje eszén. |                               |                   |                     |
| 33 | Gusztáv, az oroszlánszelidítő | Remenyik Lajos    | 1966. november 20.  |
| Gusztáv gint iszogatva vigyáz a szomszéd kisgyerekre, s a gyereksírást oroszlánbőgésnek véli...                                                                    |                               |                   |                     |
| 34 | Gusztáv a menedékházban       | Nepp József       | 1966. december 4.   |
| Gusztáv a hóvihar elől egy menedékházba húzódik, de nehezen fér össze a másik bajbajutottal.                                                                       |                               |                   |                     |
| 35 | Gusztáv beleszól              | Jankovics Marcell | 1966. december 11.  |
| Gusztáv minden eszközt megragad, hogy megtanítsa helyesen énekelni a hamisan éneklőt.                                                                              |                               |                   |                     |
| 36 | Gusztáv módosít               | Dargay Attila     | 1966. december 18.  |
| A repülőgéptervező Gusztáv a saját kárán tanulja meg, hogy nem érdemes mindenben a főnöknek adni igazat.                                                           |                               |                   |                     |
| 37 | Gusztáv és az ügyeskedés      | Nepp József       | 1966. november 27.  |
| Gusztávot túlbuzgósága miatt több munkahelyéről kidobják, amikor viszont erdei favágóként lógni próbál, társa elfűrészeli alatta a fát.                            |                               |                   |                     |
| 38 | Gusztáv jobban tudja          | Nepp József       | 1966. december 25.  |
| Gusztáv a zenekar próbáján mindig rossz dallamot játszik: végül kiderül, hogy egy egészen más partitúra van nála.                                                  |                               |                   |                     |
| 39 | Gusztáv praktikus             | Remenyik Lajos    | 1968. július 6.     |
| Gusztáv ötletes újításokat eszel ki, a gyári présgéppel már aprópénzt is gyárt. Börtönbe kerül, azonban ott sem szűkölködik ötletekben.                            |                               |                   |                     |
| 40 | Gusztáv takarékos             | Temesi Miklós     | 1968. július 13.    |
| Gusztáv egész életében arra gyűjt, hogy vehessen egy mozdonyt. |                               |                   |                     |
| 41 | Gusztáv és a hálátlan varjú   | Dargay Attila     | 1968. augusztus 18. |
| Gusztáv szép madárdalt vár a varjútól, amelyet megmentett a fagyhaláltól, de amikor látja, hogy ez nem sikerül, mérgében visszaviszi az állatot oda, ahol találta. |                               |                   |                     |
| 42 | Gusztáv, a pesszimista        | Nepp József       | 1968. november 23.  |
| A pesszimista Gusztávot kigyógyítják bajából: dolgozni küldik. |                               |                   |                     |
| 43 | Gusztáv és a vadászeb         | Dargay Attila     | 1968. november 30.  |
| Gusztáv bernáthegyi kutyája a vadászaton ugyan nem válik be, de a hűséges állat kimenti gazdáját a lavinaveszélyből.                                               |                               |                   |                     |
| 44 | Gusztáv babonás               | Dargay Attila     | ?                   |
| Gusztáv körbegyalogolja a Földet, mert egy fekete macska áll az útjában.                                                                                           |                               |                   |                     |
| 45 | Gusztáv és a szeretet ünnepe  | Jankovics Marcell | ?                   |
| Gusztáv és felesége csak a karácsonyi ünnepek alatt tart tűzszünetet, egyébként egész évben marják egymást.                                                        |                               |                   |                     |
| 46 | Gusztáv és a világbajnokság   | Jankovics Marcell | ?                   |
| A futballmeccset néző Gusztáv csak akkor veszi észre a betörőt, amikor az a televíziót akarja elvinni.                                                             |                               |                   |                     |

## Harmadik évad (1967-68)
| 47 | Gusztáv és az élet értelme   | Jankovics Marcell | 1968. szeptember 28. |
| Gusztáv annyira bánkódik kedves aranyhala elpusztulása miatt, hogy beleugrik a folyóba, de ott talál egy halat, s ettől megvigasztalódik. |                              |                   |                      |
| 48 | Gusztáv rendet teremt        | Dargay Attila     | 1968. augusztus 31.  |
| Gusztáv rendet teremt a rosszalkodó gyerekek között, de amikor kipróbálja, a csúzlit a rendőr elviszi.                                    |                              |                   |                      |
| 49 | Gusztáv és a gazdag rokon    | Jankovics Marcell | 1968. szeptember 7.  |
| Gusztáv a magát külföldi rokonnak álcázó szélhámos karmai közé kerül.                                                                     |                              |                   |                      |
| 50 | Gusztáv és a túlsó oldal     | Jankovics Marcell | 1968. október 12.    |
| Gusztávot mindig a másik oldal dolgai csábítják.                                                                                          |                              |                   |                      |
| 51 | Gusztáv, a vámszedő          | Nepp József       | 1968. október 19.    |
| Gusztáv a saját kárán tanulja meg, hova vezet a harácsolás.                                                                               |                              |                   |                      |
| 52 | Gusztáv bátorságot merít     | Dargay Attila     | 1968. október 26.    |
| Gusztáv itallal próbál gyámoltalanságán segíteni, de túllő a célon.                                                                       |                              |                   |                      |
| 53 | Gusztáv pihen                | Nepp József       | 1968. július 27.     |
| Gusztáv a munkahelyén piheni ki magánélete fáradalmait.                                                                                   |                              |                   |                      |
| 54 | Gusztáv és az állami elefánt | Jankovics Marcell | 1968. augusztus 24.  |
| Gusztáv kihasználja a gondjaira bízott elefántot, s ezért a hatalmas állat hátán utaznak a gyerekek.                                      |                              |                   |                      |
| 55 | Gusztáv idegen tollakkal     | Jankovics Marcell | 1968. augusztus 3.   |
| Gusztáv valaki más vitorláshajójával hódít meg egy csinos nőt, amikor azonban balesetet okoz, minden kiderül.                             |                              |                   |                      |
| 56 | Gusztáv és a bűnbak          | Nepp József       | 1968. augusztus 10.  |
| Gusztáv gyáva és megalkuvó, csak képzeletben tudja megtorolni sérelmeit.                                                                  |                              |                   |                      |
| 57 | Gusztáv és a tiszta szerelem | Nepp József       | 1968. szeptember 21. |
| Gusztáv egy lángoló szerelmi kaland után hazatér feleségéhez.                                                                             |                              |                   |                      |
| 58 | Gusztáv felfedezi magát      | Jankovics Marcell | 1968. október 5.     |
| Gusztáv fejébe száll a dicsőség, még a mentőautóban is operaénekesnek képzeli magát.                                                      |                              |                   |                      |
| 59 | Egy új Gusztáv               | Nepp József       | 1968. szeptember 14. |
| Szilveszterkor Gusztáv is elhatározza, hogy új életet kezd.                                                                               |                              |                   |                      |
| 60 | Gusztáv kikapcsolódik        | Jankovics Marcell | 1968. november 2.    |
| Gusztáv felismeri, hogy fárasztó idegmunka után a rémregény nem nyújt pihenést.                                                           |                              |                   |                      |
| 61 | Gusztáv gyenge pontja        | Nepp József       | 1968. november 9.    |
| A kopaszsága ellen küzdő Gusztáv ráébred, hogy nem minden a külső.                                                                        |                              |                   |                      |
| 62 | Gusztáv, a hangulatember     | Jankovics Marcell | 1968. november 16.   |
| Ha rossz az idő, Gusztáv valóságos réme környezetének.                                                                                    |                              |                   |                      |
| 63 | Gusztáv macskája             | Dargay Attila     | 1968. december 7.    |
| Gusztávot idegesíti a szerelmes kandúr éjszakai koncertje, de csak addig, amíg ki nem derül, hogy a macska az ő dédelgetett háziállata.   |                              |                   |                      |
| 64 | Gusztáv viccel               | Dargay Attila     | 1968. december 14.   |
| A más kárán mulatóknak rendszerint elpárolog a humorérzékük, ha rajtuk csattan az ostor.                                                  |                              |                   |                      |
| 65 | Gusztáv és a lényeg          | Nepp József       | 1968. december 23.   |
| Nem mindig helyes cél érdekében pazaroljuk energiáinkat.                                                                                  |                              |                   |                      |
| 66 | Gusztáv és a siker           | Nepp József       | ?                    |
| Az ember csak akkor számíthat sikerre, ha szorgalmasan és kitartóan végzi azt, amihez tehetsége van.                                      |                              |                   |                      |
| 67 | Gusztáv örökzöld             | Jankovics Marcell | ?                    |
| Gusztáv fiatalodni akar, de az erőlködés annyira megviseli, hogy belevénül.                                                               |                              |                   |                      |
| 68 | Gusztáv életre nevel         | Dargay Attila     | ?                    |
| A pipogya Gusztáv rámenős felnőttet akar nevelni a fiából, s ez túl jól sikerül…                                                          |                              |                   |                      |

## Negyedik évad (1975-76)
| # | Cím                         | Rendező                                             | Író               | Operatőr    | Játékidő             | Első sugárzás        |
| --- | --------------------------- | --------------------------------------------------- | ----------------- | ----------- | -------------------- | -------------------- |
| 69 | Gusztáv kicsi               | Jankovics Marcell                                   | Jankovics Marcell | Henrik Irén | 4 perc, 48 másodperc | 1979. április 14.    |
| Gusztáv alacsony és ráadásul főnök. Minden igyekezete ellenére sem nő, ezért beosztottjait kerti törpékkel helyettesíti. |                             |                                                     |                   |             |                      |                      |
| 70 | Gusztáv csal                | Jankovics Marcell, Nepp József, Zsilli Mária        |                   |             |                      | 1979. május 12.      |
| Gusztáv még sportszerűtlenség árán is meg akarja nyerni a kerékpárversenyt. Egy méhraj hozzásegíti ehhez, de a győzelem nevetségességbe fullad.                                                                                                 |                             |                                                     |                   |             |                      |                      |
| 71 | Gusztáv két arca            | Jankovics Marcell                                   |                   |             |                      | 1978. február 25.    |
| A napközben rettegett főnök, zord családapa – este a fürdőszobában leveti nappali énjét és gyerekké válik. |                             |                                                     |                   |             |                      |                      |
| 72 | Gusztáv komplexusa          | Jankovics Marcell, Jenkovszky Iván, Nepp József     |                   |             |                      | 1977. december 10.   |
| Gusztáv kisebbrendűségi érzéstől szenved. A pszichiátertől olyan szemüveget kap, amelyen keresztül mindenkit meztelenül lát, s ez jókedvre deríti…                                                                                              |                             |                                                     |                   |             |                      |                      |
| 73 | Gusztáv és a következmények | Jankovics Marcell, Nepp József, Vásárhelyi Magda    |                   |             |                      | 1977. november 19.   |
| Hősünk nem épít rendes ólat a kutyájának, ennek következményeként betörnek hozzá. |                             |                                                     |                   |             |                      |                      |
| 74 | Gusztáv kitesz magáért      | Jankovics Marcell, Vásárhelyi Magda                 |                   |             |                      | 1977. október 29.    |
| Gusztáv, mint vendég, igyekszik hasznossá tenni magát, és ez kellemetlen a vendéglátóknak. Végül kidobják. |                             |                                                     |                   |             |                      |                      |
| 75 | Gusztáv párt választ        | Kovács István, Tóth Sarolta                         |                   |             |                      | 1977. szeptember 24. |
| Gusztávnak még a legcsinosabb, legérdeklődőbb nők ellen is kifogása van. Csalódásában végül a számítógéphez fordul, mely kidobja számára a legtökéletesebb párt…                                                                                |                             |                                                     |                   |             |                      |                      |
| 76 | Gusztáv balek               | Jankovics Marcell, Hernádi Tibor                    |                   |             |                      | 1977. november 26.   |
| Gusztáv minden sérelmet és megaláztatást mosolyogva fogad, végül egy cirkuszban mosolygós pofozózsák lesz belőle. |                             |                                                     |                   |             |                      |                      |
| 77 | Gusztáv, az aranyásó        | Jankovics Marcell, Zsilli Mária                     |                   |             |                      | 1977. augusztus 26.  |
| A Sziklás-hegységben lelt aranyrögöt Gusztáv nagy harcban megvédi a Banditától, de az érte kapott pénzt kártyán a Bandita mégis elnyeri tőle.                                                                                                   |                             |                                                     |                   |             |                      |                      |
| 78 | Gusztáv, a liftszerelő      | Baksa Edit, Ternovszky Béla                         |                   |             |                      | 1979. március 24.    |
| Gusztáv a hosszú nap után végre hazaér. A felvonó azonban nem működik. Mivel nem akar mindenért le és föl rohangálni a 10. emeletre önellátásra és remete életre rendezkedik be. De valakinek meg kell szerelni a liftet…                       |                             |                                                     |                   |             |                      |                      |
| 79 | Gusztáv az ABC-ben          | Jankovics Marcell, Nepp József, Rofusz Ferenc       |                   |             |                      | 1977. július 2.      |
| Gusztáv kávét akar vásárolni. Az ABC-áruház dúsan megrakott polcai annyifélét kínálnak, hogy végül éppen a kávét felejti el megvenni… |                             |                                                     |                   |             |                      |                      |
| 80 | Gusztáv és a szakember      | Jankovics Marcel, Nepp József, Ternovszky Béla      |                   |             |                      | 1977. június 25.     |
| Gusztávéknál elromlik a tv-készülék, szerelőt hívnak. A hiba azonban újra és újra jelentkezik. A szerelő családtaggá válik, Gusztávék pedig teljesen tönkremennek, eladósodnak.                                                                 |                             |                                                     |                   |             |                      |                      |
| 81 | Gusztáv és a másik          | Jankovics Marcell, Nepp József, Sz. Szilágyi Ildikó |                   |             |                      | 1977. szeptember 17. |
| Gusztáv késő esti sétáján megretten egy másik, tőle rettegő embertől. Amikor kiderül, hogy félelmük alaptalan volt, mindketten dühös agresszivitásba váltanak át.                                                                               |                             |                                                     |                   |             |                      |                      |
| 82 | Gusztáv és a hosszú élet    | Jankovics Marcell, Kovács István, Nepp József       |                   |             |                      | 1977. szeptember 10. |
| Gusztáv vigyáz a kondíciójára, jógázik, vitaminkoszton él, megveti a könnyelműen élőket – és nem győzi le senki a szomorú túlélési versenyben.                                                                                                  |                             |                                                     |                   |             |                      |                      |
| 83 | Gusztáv kígyója             | Jankovics Marcell, Ternovszky Béla                  |                   |             |                      | 1977. október 22.    |
| Gusztáv magányosnak érzi magát és egy kígyót vásárol. Az őserdővé alakított lakásban idővel maga is hasonlatossá kezd válni a kígyóhoz. Rádöbbenve erre segítséget keres, de kiderül, hogy nincs egyedül az ilyenfajta átalakulásban.           |                             |                                                     |                   |             |                      |                      |
| 84 | Gusztáv gondos              | Jankovics Marcell, Vásárhelyi Magda                 |                   |             |                      | 1977. október 1.     |
| Gusztáv elutazik, s bár megelőzően mindent gondosan ellenőrzött a lakásában, mindig újabb és újabb veszélyek réme ijesztgeti és készteti a lakásba való visszatérésre. A felesleges aggodalmaskodások sorának valódi baleset lesz a vége.       |                             |                                                     |                   |             |                      |                      |
| 85 | Gusztáv halogat             | Jankovics Marcell, Kaim Miklós, Nepp József         |                   |             |                      | 1978. április 8.     |
| Gusztáv szobájában elromlik a vízcsap, de nincs ideje megjavítani. A víz elönti a lakást és hősünk életmódot változtatva, békaemberré alakul. A víz azonban elfolyik a megrepedezett házból és Gusztávnak ismét akklimatizálódnia kell.         |                             |                                                     |                   |             |                      |                      |
| 86 | Gusztáv autója              | Jankovics Marcell, Jenkovszky Iván                  |                   |             |                      | 1977. október 8.     |
| Hősünk megveszi rég óhajtott kocsiját, de annyira óvja mindentől, hogy végül teljesen alárendeli magát az autó létezésének. |                             |                                                     |                   |             |                      |                      |
| 87 | Gusztáv, a megváltó         | Jankovics Marcell, Hernádi Tibor                    |                   |             |                      | 1977. június 18.     |
| Gusztáv meggyőződéses antialkoholista, de feláldozza magát, hogy megmentse a részeges tengerészt. Be kell látnia, hogy módszere nem célravezető…                                                                                                |                             |                                                     |                   |             |                      |                      |
| 88 | Gusztáv beavatkozik         | Jankovics Marcell, Maros Zoltán                     |                   |             |                      | 1978. január 28.     |
| Barátunk minden helyzetben segítőkész, csakhogy mindig a legrosszabbkor és a legrosszabb módszerrel. Így a "hálátlan világ" nem méltányolja jóságát.                                                                                            |                             |                                                     |                   |             |                      |                      |
| 89 | Gusztáv olvasna             | Jankovics Marcell, Rofusz Ferenc                    |                   |             |                      | 1977. november 12.   |
| Hősünk szeretné nyugodtan kiolvasni az újságját és e célra megfelelő helyet keres... Egy lakatlan szigetre vetődik, de az áhított nyugalmat itt sem leli meg.                                                                                   |                             |                                                     |                   |             |                      |                      |
| 90 | Gusztáv elidegenedik        | Jankovics Marcell, Sz. Szilágyi Ildikó              |                   |             |                      | 1978. március 11.    |
| Gusztáv ki akar törni elgépiesedett környezetéből, leissza magát és felcsap csőlakónak. A kijózanodás után borzadva látja, hogy a csőlakók népes tábora is uniformizálódott.                                                                    |                             |                                                     |                   |             |                      |                      |
| 91 | Gusztáv és a szendvics      | Jankovics Marcell, Kovács István                    |                   |             |                      | 1978. február 4.     |
| A bankpénztáros Gusztáv udvariasan, ellenállás nélkül adja át a pénzt és az értékeket a bankrablónak. Csak akkor szabadul el a pokol, amikor a telhetetlen bandita Gusztáv sonkás zsemléjére is szemet vet.                                     |                             |                                                     |                   |             |                      |                      |
| 92 | Gusztáv koccan              | Jankovics Marcell, Kovács István                    |                   |             |                      | 1977. december 24.   |
| Gusztáv autója összekoccan egy másikkal, de a kár jelentéktelen. Az autósok kicserélik betétlapjaikat és udvariasan helyzetelemzésbe kezdenek – amely végül csúnya veszekedéssé fajul.                                                          |                             |                                                     |                   |             |                      |                      |
| 93 | Gusztáv makacs              | Jankovics Marcell, Maros Zoltán                     |                   |             |                      | 1977. június 11.     |
| Gusztáv utazni készül és kofferjét nagy erőfeszítések árán teletömi. A felismerhetetlenségig összekötözött kofferrel az utolsó pillanatban érkezik a repülőtérre, ahol a vámvizsgálat várja…                                                    |                             |                                                     |                   |             |                      |                      |
| 94 | Gusztáv és a légy           | Jankovics Marcell, Hernádi Tibor, Nepp József       |                   |             |                      | 1977. október 15.    |
| Hősünk környezetében minden automatizált, nem kell mozognia. Egyszer azonban betéved szobájába egy légy, és ennek hajkurászása közben ismét megleli a mozgás örömét. Felfedezését közkinccsé teszi: legyeket enged szabadon zárt helyiségekben. |                             |                                                     |                   |             |                      |                      |

## Ötödik évad (1977)
| 95 | Gusztáv a lépcsőházban        | Szórády Csaba, Ternovszky Béla                      | 1979. január 27.   |
| Gusztáv a sérelmeiért mindig a lépcsőházban vesz elégtételt…                                                         |                               |                                                     |                    |
| 96 | Gusztáv vendéget lát          | Ternovszky Béla, Tóth Sarolta                       | 1979. március 17.  |
| Gusztáv vendégül látja régi barátait, végül megszökik saját lakásából.                                               |                               |                                                     |                    |
| 97 | Gusztáv nyaralója             | Ternovszky Béla, Zsilli Mária                       | 1978. december 30. |
| Gusztáv egészen megvénül, mire egyedül felépíti telkén a nyaralóját.                                                 |                               |                                                     |                    |
| 98 | Gusztáv mázol                 | Jenkovszky Iván, Ternovszky Béla                    | 1979. január 6.    |
| Gusztáv inggombján pótolja a lepattogzott festéket. A festék mindig lecsöppen, így nem tudja a mázolást abbahagyni.  |                               |                                                     |                    |
| 99 | Gusztáv féltékeny             | Ternovszky Béla                                     | 1979. január 13.   |
| Gusztáv féltékeny. Amikor beigazolódni látja gyanúját még a sírból is visszatér.                                     |                               |                                                     |                    |
| 100 | Gusztáv nem felejt            | Ternovszky Béla, Vásárhelyi Magda                   | 1978. december 23. |
| Gusztávot megtréfálják a kollégái. Visszavágása a főnökén csattan.                                                   |                               |                                                     |                    |
| 101 | Gusztáv és a gyűjtőszenvedély | Hernádi Tibor, Ternovszky Béla                      | 1979. március 10.  |
| Gusztáv szenvedélyesen gyűjt, majd újra és újra eladja gyűjteményeit és más tárgyakat kezd gyűjteni.                 |                               |                                                     |                    |
| 102 | Gusztáv és a talált gyerek    | Maros Zoltán, Ternovszky Béla                       | 1979. március 31.  |
| Gusztáv talál egy gyereket. Nagy nehezen megszabadul tőle, akkor meg vissza akarja szerezni.                         |                               |                                                     |                    |
| 103 | Gusztáv és a két edző         | Kanics Gabriella, Ternovszky Béla                   | 1979. április 7.   |
| Gusztáv egy labdarúgócsapat edzője. A tréningen minden elképzelhető szabálytalanságot végigpróbáltat a játékosokkal. |                               |                                                     |                    |
| 104 | Gusztáv megoldja              | Ternovszky Béla, Tóth Pál                           | 1979. április 29.  |
| Gusztáv nem boldogul fia számtanpéldájával, ezért üzletet köt a szomszéd kisfiúval.                                  |                               |                                                     |                    |
| 105 | Gusztáv közlekedik            | Ternovszky Béla, Újvári László                      | 1979. május 19.    |
| Gusztáv figyelmetlen gyalogos, de agresszív gépkocsivezető. Végül elgázolja egy figyelmetlen gyalogos...             |                               |                                                     |                    |
| 106 | Gusztáv macskát farag belőle  | Majoros István, Ternovszky Béla                     | 1979. április 21.  |
| Gusztáv macskája nem hajlandó egeret fogni. Gazdája különféle módszerekkel ébresztgeti benne az ősi ösztönt.         |                               |                                                     |                    |
| 107 | Gusztáv gonosz                | Szemenyei András, Ternovszky Béla                   | 1979. május 5.     |
| A gonosz Gusztáv kitol embertársaival. Végül saját vermébe esik bele.                                                |                               |                                                     |                    |
| 108 | Gusztáv kihág                 | Jenkovszky Iván, Ternovszky Béla                    | 1978. február 18.  |
| Gusztáv a folyóparton orvhorgászik. Bárhogy álcázza magát, rajtaveszt.                                               |                               |                                                     |                    |
| 109 | Gusztáv türelmetlen           | Jankovics Marcell, Maros Zoltán, Nepp József        | 1978. március 26.  |
| Gusztáv egy termelőszövetkezetbe látogat. Az automata gépeken felgyorsítja a termelés menetét, ami tragikussá válik. |                               |                                                     |                    |
| 110 | Gusztáv, a cselekvés embere   | Ternovszky Béla, Tóth Pál                           | 1978. április 2.   |
| Gusztáv lépten-nyomon beleavatkozik mások életébe, a problémákat mégsem tudja tökéletesen megoldani.                 |                               |                                                     |                    |
| 111 | Gusztáv migrénje              | Ternovszky Béla                                     | 1978. március 18.  |
| Gusztávot kínzó fejfájás gyötri. Mindenkire villámokat szór, csak a főnökével nyájas.                                |                               |                                                     |                    |
| 112 | Gusztáv és a pióca            | Baksa Edit, Ternvszky Béla                          | 1978. március 4.   |
| A diplomás Gusztáv jövedelmező állást akar. Piócaidomításba kezd, majd áttér a szúnyogokra.                          |                               |                                                     |                    |
| 113 | Gusztáv fűrészel              | Szemenyei András, Ternovszky Béla                   | 1978. február 11.  |
| Gusztáv a fafűrészeléshez gépet szerkeszt, de az összes fát a gép üzemeltetéséhez használja fel.                     |                               |                                                     |                    |
| 114 | Gusztáv és a téli örömök      | Ternovszky Béla, Zsilli Mária                       | 1978. január 14.   |
| Gusztáv a hegyekbe megy télen sportolni, de mindig pórul jár…                                                        |                               |                                                     |                    |
| 115 | Gusztáv és a virtus           | Szórády Csaba, Ternovszky Béla                      | 1979. január 20.   |
| Gusztáv, a józan kisember- csupán virtusból - leissza magát a sárga földig.                                          |                               |                                                     |                    |
| 116 | Gusztáv elment vadászni       | Ternovszky Béla, Uzsák János                        | 1979. február 17.  |
| Gusztáv mint kocavadász, össze-vissza lövöldöz. Végül ellene indul hajtóvadászat…                                    |                               |                                                     |                    |
| 117 | Gusztáv a kertjét műveli      | Jankovics Marcell, Nepp József, Sz. Szilágyi Ildikó | 1979. március 3.   |
| Gusztáv nagy lelkesedéssel fog hozzá a kertműveléshez, majd idővel egy cserép virággal is beéri.                     |                               |                                                     |                    |
| 118 | Gusztáv nyer                  | Szemenyei András, Ternovszky Béla                   | 1979. február 10.  |
| Gusztávnak ötös találata van a lottón. Koldusnak álcázza magát rokonai előtt.                                        |                               |                                                     |                    |
| 119 | Gusztáv állást keres          | Jenkovszky Iván, Ternovszky Béla                    | 1979. február 3.   |
| Gusztáv különböző állásokkal próbálkozik, de mindenütt bohócot csinál magából. Végül mint bohóc - sikert arat.       |                               |                                                     |                    |
| 120 | Gusztáv ingatag               | Baksa Edit, Ternvszky Béla                          | 1979. február 24.  |
| Gusztáv képtelen véglegesen dönteni saját dolgaiban.                                                                 |                               |                                                     |                    |